# Swiss Open Gstaad 1975
Lo Swiss Open Gstaad 1975 è stato un torneo di tennis giocato sulla terra rossa. È la 61ª edizione dell'Swiss Open, che fa parte del Commercial Union Assurance Grand Prix 1975. Si è giocato a Gstaad in Svizzera, dal 7 al 13 luglio 1975.

## Campioni

### Singolare
Ken Rosewall ha battuto in finale  Karl Meiler con il punteggio di 6–4, 6–4, 6–3

### Doppio
Jürgen Fassbender /  Hans-Jürgen Pohmann hanno battuto in finale  Colin Dowdeswell /  Ken Rosewall con il punteggio di 6–4, 9–7, 6–1